# Annandale (New Jersey)
Pour les articles homonymes, voir Annandale.
Annandale est une communauté non incorporée et une census-designated place (CDP) américaine située dans le township de Clinton, dans le comté de Hunterdon de l'État du New Jersey. En 2010, Annandale compte 1 695 habitants.

## Géographie
Annandale est située aux coordonnées 40° 38′ 49″ N, 74° 53′ 17″ O (40.646838, -74.888177), à une altitude de 129 mètres.
D'après le Bureau du recensement des États-Unis, la CDP s'étend sur un territoire de 3,760 km2 intégralement constitué de terre.

## Éducation
L'école de l'Immaculée-Conception (Prek-8) est supervisée par le diocèse catholique romain de Metuchen (en).